# Скогейрі (селище, Нью-Йорк)
Скогейрі (англ. Schoharie) — селище (англ. village) в США, в окрузі Скогарі штату Нью-Йорк. Населення — 916 осіб (2020).

## Географія
Скогейрі розташоване за координатами 42°40′0″ пн. ш. 74°18′48″ зх. д. / 42.66667° пн. ш. 74.31333° зх. д. (42.666630, -74.313304).  За даними Бюро перепису населення США в 2010 році селище мало площу 4,30 км², з яких 4,30 км² — суходіл та 0,00 км² — водойми.

## Демографія
Згідно з переписом 2010 року, у селищі мешкали 922 особи в 437 домогосподарствах у складі 221 родини. Густота населення становила 215 осіб/км².  Було 482 помешкання (112/км²).
Расовий склад населення:
| - 97,0 % — білих - 1,2 % — чорних або афроамериканців - 0,1 % — корінних американців - 0,1 % — азіатів |

До двох чи більше рас належало 1,3 %. Частка іспаномовних становила 2,5 % від усіх жителів.
За віковим діапазоном населення розподілялося таким чином: 16,3 % — особи молодші 18 років, 62,6 % — особи у віці 18—64 років, 21,1 % — особи у віці 65 років та старші. Медіана віку мешканця становила 46,7 року. На 100 осіб жіночої статі у селищі припадало 91,7 чоловіків;  на 100 жінок у віці від 18 років та старших — 90,1 чоловіків також старших 18 років.
Середній дохід на одне домашнє господарство  становив 56 491 долар США (медіана — 45 417), а середній дохід на одну сім'ю — 68 814 долари (медіана — 65 250). Медіана доходів становила 51 894 долари для чоловіків та 38 854 долари для жінок. За межею бідності перебувало 17,4 % осіб, у тому числі 24,8 % дітей у віці до 18 років та 19,7 % осіб у віці 65 років та старших.
Цивільне працевлаштоване населення становило 368 осіб. Основні галузі зайнятості: освіта, охорона здоров'я та соціальна допомога — 24,5 %, роздрібна торгівля — 16,6 %, будівництво — 12,2 %, транспорт — 12,0 %.